# Carl Gottfried Engelschall
Carl Gottfried Engelschall (* im 17. oder 18. Jahrhundert; † 31. Dezember 1760) war ein deutscher Jurist, kursächsischer Kommissionsrat und Amtmann des Amtes Torgau.

## Leben
Er war der Sohn des aus Oelsnitz stammenden Hofpredigers Johann Christian Engelschall (1675–1738) in Dresden, der dort im Jahre 1707 zum dritten Hofprediger berufen wurde.
In der Tradition seines Vaters schlug er zunächst eine geistliche Laufbahn ein und wurde Lizenziat. Letztendlich entschied er sich jedoch für den Verwaltungsdienst und übernahm im Jahre 1734 die Funktion des Amtmannes in Torgau. Als solcher übernahm er mehrere kurfürstliche Kommissionen.
1750 erwarb er von der Witwe des 1748 verstorbenen Torgauer Amtshauptmannes Christoph Heinrich von Leipziger dessen Erb- und Freigut Mahla vor den Stadttoren Torgaus.
Carl Gottfried Engelschall starb zu Silvester 1760. Als Universalerbin hatte er in seinem Testament vom 3. Dezember 1759 seine letzte Ehefrau Johanna Eleonora geb. Hänßel eingesetzt. Die Kinder aus früheren Ehen erhielten nur ihre Pflichtteile. Die Witwe veräußerte 1766 das Gut Mahla weiter.